# 庄内町北大津留
庄内町北大津留（しょうないちょうきたおおつる）は、大分県由布市内の大字。郵便番号は879-5401。

## 地理
由布市の中北部、大分川支流の小挾間川中流右岸に位置する。旧庄内町のうち旧阿南村に属し、庄内町の最北端であった。東大津留、西大津留、小挾間、別府市東山と接する。

## 歴史
- 1889年4月1日 - 町村制の施行により、阿南村が発足。（大分郡南阿南村）。
- 1954年11月1日 - 阿南村・東庄内村・西庄内村・南庄内村・阿蘇野村が合併し、大分郡庄内村が成立。（大分郡庄内村）
- 1955年4月1日 - 町制施行により大分郡庄内町が成立。（大分郡庄内町大字北大津留）
- 2005年10月1日 - 挾間町・庄内町・湯布院町で新設合併、市政施行で由布市が成立。大字表記および、小字が廃止される（由布市庄内町北大津留）[3]。

## 小・中学校の学区
市立小・中学校に通う場合、学区は以下の通りとなる。
| 町名           | 小学校             | 中学校             |
| -------------- | ------------------ | ------------------ |
| 庄内町北大津留 | 由布市立阿南小学校 | 由布市立庄内中学校 |

## 交通

### バス
かつては、大分バス・亀の井バスが路線を営業していたが、由布市コミュニティバスに転換している。

### 道路
- 大分県道620号東山庄内線

## 施設
- 堺簡易郵便局